# میخائیل ایساکوفسکی
میخائیل ایساکوفسکی (روسی: Михаи́л Васи́льевич Исако́вский؛ ۷ ژانویهٔ ۱۹۰۰ – ۲۰ ژوئیهٔ ۱۹۷۳) شاعر، مترجم و نویسنده اهل اتحاد جماهیر شوروی سوسیالیستی بود. او یک کمونیست بود و شعرها و ترانه‌های زیادی را به ستایش اتحاد جماهیر شوروی سرود. اما معروف‌ترین سروده او بدون شک کاتیوشا بوده‌است.
وی همچنین برندهٔ جوایزی همچون نشان لنین شده‌است.

## زندگی‌نامه
میخائیل ایساکوفسکی در دهکده گلوتوکا، یلنیا یویزد، فرمانداری اسمولنسک، در یک خانواده فقیر دهقان روسی متولد شد.